# René Hirschler
Pour les articles homonymes, voir Hirschler.
René Paul Isaac Hirschler dit René Hirschler, né le 8 octobre 1905 à Marseille et mort le 3 avril 1945 à Ebensee, Autriche, est un rabbin français, mort en déportation.

## Éléments biographiques
Il naît le 8 octobre 1905 à Marseille ,dans une famille à la double origine, comtadine et alsacienne. Son père Raoul Hirschler, est ministre officiant (hazzan) de la synagogue consistoriale de Marseille. Il fait ses études au séminaire israélite de France (SIF), à Paris. Il est nommé rabbin de  Mulhouse en  1929, à l'âge de 23 ans.
Avec son épouse Simone Hirschler (née Simone Lévy le 8 novembre 1911 à Mulhouse), il fonde la revue Kadimah (En avant, en hébreu) en 1931 pour laquelle elle rédige de nombreux contes pour enfants.
En 1939, il est promu grand-rabbin de Strasbourg et du Bas-Rhin. Il est solennellement investi en juin 1939 par son prédécesseur Isaïe Schwartz, élevé à la dignité de grand rabbin de France.
Il est nommé après l'invasion allemande aumônier général des camps d'internement et à ce titre, il constitue à Marseille la commission centrale des œuvres, puis à Grenoble, il participe à la fondation du centre de documentation juive contemporaine. À Périgueux, avec le grand rabbin du Haut-Rhin Ernest Weill, il fait tout pour maintenir les institutions religieuses du judaïsme alsacien. Il réussit à faire sortir des vieillards Juifs allemands des camps d'où ils auraient été sans doute déportés vers les camps de la mort, pour les transférer dans des hospices.
Au mépris du danger, son épouse Simone l'accompagne dans ses voyages au chevet de la communauté juive en péril et dans ses négociations auprès des autorités vichyssoises. Elle réussit à trouver mille parrains qui s'engagent à faire parvenir un colis de nourriture par mois à un interné et les relance s'ils se lassent de cet engagement, alors difficile et parfois dangereux à remplir.
René Hirschler est arrêté à Marseille le 23 décembre 1943 avec son épouse Simone (morte, gazée, à Birkenau, le 27 avril 1944). Ils sont conduits à la prison des Baumettes, puis à celle de Saint-Charles. Ils sont transférés à Drancy puis déportés à Auschwitz, depuis la gare de Bobigny dans le convoi no 67 du 3 février 1944, où le matricule 173287 lui est tatoué sur l'avant bras gauche,. Quand les Soviétiques approchent d'Auschwitz, René est forcé par les SS à une marche de la mort vers Mauthausen, puis transféré au camp de concentration d'Ebensee. Il y meurt le 3 mars 1945, peu avant la libération du camp, sous les coups d'un SS, pour avoir pris l'emballage d'un sac de ciment afin de se protéger du froid.
René et Simone Hirschler sont tous deux homologués en tant que membres de la Résistance intérieure française (RIF),.
Leur fils Alain Hirschler, né le 29 novembre 1938 à Mulhouse, est un enfant caché, hébergé dans un home d'enfants à Combloux, en Haute Savoie, avec les enfants du rabbin Israël Salzer.

## Honneurs
- Médaille de la Résistance française par décret du 31 mars 1947[12] pour avoir favorisé l'évasion de dix officiers anglais parachutés en France et incarcérés à Périgueux[3].
- Croix de guerre 1939-1945 avec étoile d'argent attribuée à Simone Hirschler[13].
- Les mentions « mort pour la France » et « mort en déportation » ont été attribuées à René Hirschler[8] et à son épouse Simone[4].

## Hommages
- Le 1er avril 1962, la ville de Strasbourg a nommé la rue qui longe la synagogue de la Paix, « Rue du grand-rabbin René Hirschler »[14].
- Le 9 octobre 2016, à Mulhouse, ville dont il avait été le rabbin de 1929 à 1939, une plaque à la mémoire de René Hirschler, ainsi qu'à celle de son épouse, Simone, est inaugurée[13].
- En 2022, une Place Simone et René Hirschler est inaugurée à Mulhouse.